# Leptothorax
Gênero de formigas da família Formicidae.

## Espécies
- L. acervorum (Fabricius, 1793)
- L. affinis Mayr, 1855
- L. aguayoi (Wheeler, 1931)
- L. alayoi Baroni Urbani, 1978
- L. albispinus (Wheeler, 1908)
- L. alinae Radchenko, 1993
- L. allardycei (Mann, 1920)
- L. alpinus Ruzsky, 1902
- L. ambiguus Emery, 1895
- L. anacanthus Santschi, 1912
- L. andrei Emery, 1895
- L. androsanus (Wheeler, 1905)
- L. anduzei Weber, 1943
- L. anemicus Baroni Urbani, 1978
- L. angulatus Mayr, 1862
- L. angustulus (Nylander, 1856)
- L. annexus Baroni Urbani, 1978
- L. annibalis Santschi, 1909
- L. anodonta Arnol'di, 1977
- L. anodontoides Dlussky & Zabelin, 1985
- L. antigoni Forel, 1911
- L. arcanus Kutter, 1973
- L. archangelskiji Kuznetsov-Ugamsky, 1926
- L. arenarius Santschi, 1908
- L. argentinus Santschi, 1922
- L. argentipes Wheeler, 1928
- L. arimensis Azuma, 1977
- L. arpini Tarbinsky, 1976
- L. asper Mayr, 1887
- L. athabasca Buschinger, A. & Schulz, A., 2008M[1]
- L. augusti Baroni Urbani, 1978
- L. auresianus Santschi, 1929
- L. aveli Bondroit, 1918
- L. aztecus (Wheeler, 1931)
- L. baeticus Emery, 1924
- L. balchashensis Arnol'di, 1971
- L. balli Santschi, 1939
- L. barbouri (Aguayo, 1931)
- L. barroi (Aguayo, 1931)
- L. barryi Cagniant, 1967
- L. berlandi Bondroit, 1918
- L. bermudezi (Wheeler, 1931)
- L. bradleyi Wheeler, 1913
- L. brasiliensis Kempf, 1958
- L. brauneri Ruzsky, 1905
- L. braunsi (Forel, 1912)
- L. brimodus Bolton, 1995
- L. bruneri (Mann, 1924)
- L. bucheti Santschi, 1909
- L. bugnioni Forel, 1894
- L. bulgaricus Forel, 1892
- L. buschingeri Kutter, 1967
- L. cabrerae Forel, 1893
- L. cagnianti Tinaut, 1983
- L. canescens Santschi, 1908
- L. carinatus Cole, 1957
- L. cataulacoides Snelling, 1992
- L. caucasicus Arnol'di, 1977
- L. cenatus Bolton, 1982
- L. cervantesi Santschi, 1919
- L. ciferrii (Menozzi & Russo, 1930)
- L. clavipilis (Wheeler, 1910)
- L. clypeatus (Mayr, 1853)
- L. confucii (Forel, 1912)
- L. congruus Smith, 1874
- L. convexus Forel, 1894
- L. cornibrevis Collingwood, 1961
- L. corticalis (Schenck, 1852)
- L. costatus Emery, 1896
- L. crassipilis Wheeler, 1917
- L. creightoni (Mann, 1929)
- L. creolus Baroni Urbani, 1978
- L. curtulus Santschi, 1929
- L. curvispinosus Mayr, 1866
- L. darlingtoni (Wheeler, 1937)
- L. delaparti Forel, 1890
- L. denticulatus Mayr, 1901
- L. desertorum (Dlussky & Soyunov, 1988)
- L. desioi Menozzi, 1939
- L. dessyi Menozzi, 1936
- L. discoloratus Arnol'di, 1977
- L. dissimilis (Aguayo, 1932)
- L. duloticus Wesson, 1937
- L. eburneipes Wheeler, 1927
- L. echinatinodis Forel, 1886
- L. emeryi Santschi, 1923
- L. evelynae Forel, 1916
- L. exilis Emery, 1869
- L. faberi Buschinger, 1983
- L. finzii Menozzi, 1925
- L. flavicornis Emery, 1870
- L. flavidulus (Wheeler & Mann, 1914)
- L. flavispinus Andre, 1883
- L. foreli Santschi, 1907
- L. formosus Santschi, 1909
- L. fuentei Santschi, 1919
- L. fultonii Forel, 1902
- L. fumosus Ruzsky, 1923
- L. furunculus Wheeler, 1909
- L. fuscatus (Mann, 1920)
- L. gaetulus Santschi, 1923
- L. galeatus Wheeler, 1927
- L. gallae Smith, 1949
- L. gazella Santschi, 1923
- L. gibbifer Baroni Urbani, 1978
- L. glaesarius Wheeler, 1915
- L. goniops Baroni Urbani, 1978
- L. gracilicornis Emery, 1882
- L. gracilis Mayr, 1868
- L. graecus Forel, 1911
- L. gredleri Mayr, 1855
- L. gredosi Espadaler & Collingwood, 1982
- L. grisoni Forel, 1916
- L. grouvellei Bondroit, 1918
- L. gundlachi (Wheeler, 1913)
- L. hadrumetensis Santschi, 1918
- L. hesperius Santschi, 1909
- L. hispaniolae Baroni Urbani, 1978
- L. hispidus Cole, 1957
- L. huehuetenangoi Baroni Urbani, 1978
- L. humerosus Emery, 1896
- L. hystriculus Wheeler, 1915
- L. ibericus Menozzi, 1922
- L. inermis Forel, 1902
- L. innocens (Forel, 1913)
- L. interruptus (Schenck, 1852)
- L. iranicus Radchenko, 1993
- L. iris (Roger, 1863)
- L. isabellae (Wheeler, 1908)
- L. italicus Consani, 1952
- L. itinerans Kempf, 1959
- L. ixili Baroni Urbani, 1978
- L. jacobsoni (Forel, 1915)
- L. jailensis Arnol'di, 1977
- L. janushevi Radchenko, 1993
- L. kaszabi Pisarski, 1969
- L. kemali Santschi, 1934
- L. kirghizicus Tarbinsky, 1976
- L. knipovitshi Karavaiev, 1916
- L. korbi Emery, 1922
- L. koreanus Teranishi, 1940
- L. kraussei Emery, 1916
- L. kurilensis Radchenko, 1993
- L. laciniatus Stitz, 1917
- L. laestrygon Santschi, 1931
- L. laetus (Wheeler, 1937)
- L. lagrecai Baroni Urbani, 1964
- L. laurae Emery, 1884
- L. leoni Arnol'di, 1971
- L. lereddei Bernard, 1953
- L. leucacanthus Baroni Urbani, 1978
- L. leviceps Emery, 1898
- L. lichtensteini Bondroit, 1918
- L. lindbergi Santschi, 1931
- L. longaevus Wheeler, 1915
- L. longipilosus Santschi, 1912
- L. longispinosus Roger, 1863
- L. luteus Forel, 1874
- L. madecassus Forel, 1892
- L. manni Wheeler, 1914
- L. mariposa Wheeler, 1917
- L. marocana Santschi, 1909
- L. massiliensis Bondroit, 1918
- L. mauritanicus Santschi, 1909
- L. maurus Santschi, 1921
- L. megalops Hamann & Klemm, 1967
- L. melas Espadaler, Plateaux & Casevitz-Weulersse, 1984
- L. melleus Forel, 1904
- L. melnikovi Ruzsky, 1905
- L. minozzii Santschi, 1922
- L. minutissimus Smith, 1942
- L. mirassolis Diniz, 1975
- L. miserabilis Santschi, 1918
- L. mongolicus Pisarski, 1969
- L. monjauzei Cagniant, 1968
- L. mortoni (Aguayo, 1937)
- L. muscorum (Nylander, 1846)
- L. myersi (Wheeler, 1931)
- L. nadigi Kutter, 1925
- L. naeviventris Santschi, 1910
- L. nassanowi Ruzsky, 1895
- L. nevadensis Wheeler, 1903
- L. niger Forel, 1894
- L. nigricans Baroni Urbani, 1978
- L. nigriceps Mayr, 1855
- L. nigritus Emery, 1878
- L. nitens Emery, 1895
- L. normandi Santschi, 1912
- L. nylanderi (Foerster, 1850)
- L. obliquicanthus Cole, 1953
- L. obturator Wheeler, 1903
- L. ocarinae Baroni Urbani, 1978
- L. oceanicus (Kuznetsov-Ugamsky, 1928)
- L. opalinus (Wheeler, 1937)
- L. oraniensis Forel, 1894
- L. oxianus Ruzsky, 1905
- L. pallidipes Santschi, 1910
- L. pallidus Collingwood, 1961
- L. pamiricus Ruzsky, 1902
- L. pan Santschi, 1936
- L. paraxenus Heinze & Alloway, 1992
- L. pardoi Tinaut, 1987
- L. parvulus (Schenck, 1852)
- L. pastinifer (Emery, 1894)
- L. pastoris Baroni Urbani, 1978
- L. pelagosanus Mueller, 1923
- L. peninsularis Wheeler, 1934
- L. pergandei Emery, 1895
- L. personatus Cagniant, 1987
- L. peyerimhoffi Santschi, 1929
- L. pittieri Forel, 1899
- L. placivus Wheeler, 1915
- L. platycnemis (Wheeler, 1937)
- L. pleuriticus Kempf, 1959
- L. poeyi (Wheeler, 1913)
- L. polita (Smith, 1939)
- L. porphyritis (Roger, 1863)
- L. praecreolus Andrade, 1992
- L. pulchellus (Emery, 1894)
- L. pulcher Emery, 1917
- L. punicans (Roger, 1863)
- L. purpuratus (Roger, 1863)
- L. rabaudi Bondroit, 1918
- L. racovitzai Bondroit, 1918
- L. recedens (Nylander, 1856)
- L. reduncus (Wang & Wu, 1988)
- L. retractus Francoeur, 1986
- L. retusispinosus Forel, 1892
- L. risii Forel, 1892
- L. rothneyi Forel, 1902
- L. rottenbergii (Emery, 1870)
- L. rugatulus Emery, 1895
- L. rugiceps (Aguayo, 1932)
- L. rutilans Kempf, 1958
- L. sallei (Guerin-Meneville, 1852)
- L. salvini (Forel, 1899)
- L. sardous Santschi, 1909
- L. satunini Ruzsky, 1902
- L. scabripes (Mann, 1920)
- L. scamni Ruzsky, 1905
- L. schaufussi (Forel, 1879)
- L. schaumii Roger, 1863
- L. schmittii Wheeler, 1903
- L. schurri Forel, 1902
- L. schwarzi (Mann, 1920)
- L. schwebeli Forel, 1913
- L. sculptiventris Mayr, 1887
- L. semenovi Ruzsky, 1903
- L. semiruber Andre, 1881
- L. senectutis Baroni Urbani, 1978
- L. serviculus Ruzsky, 1902
- L. sevanensis Arnol'di, 1977
- L. shelkovnikovi Karavaiev, 1926
- L. sikorai Emery, 1896
- L. silvestrii (Santschi, 1911)
- L. simoni (Emery, 1895)
- L. singularis Radchenko, 1993
- L. skwarrae (Wheeler, 1931)
- L. smithi Baroni Urbani, 1978
- L. solerii Menozzi, 1936
- L. sordidulus Mueller, 1923
- L. specularis Emery, 1916
- L. sphagnicola Francoeur, 1986
- L. spininodis Mayr, 1887
- L. spinosior Forel, 1901
- L. spinosus Forel, 1909
- L. splendens (Wheeler, 1905)
- L. squamifer (Roger, 1863)
- L. steinbergi Arnol'di, 1971
- L. stenotyle Cole, 1956
- L. stipaceus Ruzsky, 1905
- L. stollii Forel, 1885
- L. stramineus (Arnold, 1948)
- L. striatulus Stitz, 1937
- L. subcingulatus Emery, 1924
- L. subditivus (Wheeler, 1903)
- L. submuticus Emery, 1915
- L. susamyri Dlussky, 1965
- L. svartshevskii Karavaiev, 1916
- L. taivanensis Wheeler, 1929
- L. tamarae Radchenko, 1993
- L. tauricus Ruzsky, 1902
- L. tebessae Forel, 1890
- L. tenuisculptus Baroni Urbani, 1978
- L. tenuispinus Santschi, 1911
- L. terricola (Mann, 1920)
- L. terrigena Wheeler, 1903
- L. tesquorum Arnol'di, 1977
- L. texanus Wheeler, 1903
- L. theryi Santschi, 1921
- L. tianschanicus Tarbinsky, 1976
- L. tonsuratus Kempf, 1959
- L. torrei (Aguayo, 1931)
- L. totonicapani Baroni Urbani, 1978
- L. tricarinatus Emery, 1895
- L. tricolor Santschi, 1925
- L. tristani Emery, 1896
- L. tristis Bondroit, 1918
- L. tuberum (Fabricius, 1775)
- L. turcicus Santschi, 1934
- L. tuscaloosae Wilson, 1951
- L. tyndalei Forel, 1909
- L. umbratipes (Wheeler, 1937)
- L. unifasciatus (Latreille, 1798)
- L. usunkul Ruzsky, 1924
- L. versicolor (Roger, 1863)
- L. vicinus Mayr, 1887
- L. villarensis (Aguayo, 1931)
- L. violaceus (Mann, 1924)
- L. volgensis Ruzsky, 1905
- L. volubilis Santschi, 1929
- L. werneri Radchenko, 1993
- L. wheeleri (Mann, 1920)
- L. wilda Smith, 1943
- L. wilsoni Heinze, 1989
- L. wollastoni Donisthorpe, 1940
- L. wroughtonii Forel, 1904